# سرايا بئر السبع
بيت السرايا، هو مبنى حكومي بناه العثمانيون عام 1901 في بئر السبع. 

## وصف المبنى
يقع المبنى على تل في الجزء الشمالي من جادة كيرين كيميت للمشاة في البلدة القديمة، الذي كان يُسمى سابقًا "شارع العشرين مترًا". كان مبنى السرايا أول مبنى عام شُيِّدَ في المدينة، وقد أمر ببنائه والي بئر السبع آصف بك الدمشقي، وفي تلك الأيّام كان يمكن رؤيته من أي ناحية في البلدة. يتكوَّن المبنى من طابقين، وثلاثة أقواس، وقاعة كبيرة، وسقف من القرميد الأحمر. بهذه الطريقة، عبَّر البناء عن طراز معماري تركي وأوروبي مشترك.

## تاريخ المبنى

### في العصر العثماني
استخدم الحكام المحليون المبنى، وكان أول محافظ يجلس في المبنى هو محمد جار الله والي بئر السبع خلال الأعوام 1901-1904. أقيم إلى جوار المبنى مقرّ الشرطة، ومبنى المجلس البلدي، ومكتب الطابو، والمحكمة. كان يمُرّ إلى جانب المبنى أحد الطرق الرئيسية في النقب وهو الطريق القادم من غزة، وهكذا فإن كل من يمر به كان يخضع لإشراف المحافظ. استُخدمَ الطابق السفلي ليوانًا للقائمقام ومكاتب حكومية، أمّا الطابق العلوي فكان مسكنًا لعائلة الحاكم. سكن المبنى آصف بك في العهد العثماني.

### في عصر الانتداب
عندما احتل البريطانيون بئر السبع، أضافوا إلى جوار المبنى جناحًا كانت فيه دائرة الطابو، ومحكمة الصلح البدوية، التي جرت فيها محاكمة السكان البدو في المنطقة وفقًا للقوانين العشائرية. في العهد البريطاني انتقل إلى هذا المبنى المؤرخ عارف العارف، قائمقام بئر السبع بين السنوات 1929-1938. في عام 1938، أثناء الثورة العربية في فلسطين 1936-1939، أُضْرِمَتِ النيرانُ في المبنى فاحترق سقفُهُ الخشبي بالكامل، فانتقل عارف العارف إلى بيته الذي ما يزال قائمًا في بئر السبع حتى يومنا. أقامت سلطات الانتداب البريطاني سقفًا خرسانيًا بدلًا من السقف الخشبيّ المُقَرْمَد. بعد الترميم صار المبنى مدرسة للبنات، وأضافت سلطة الانتداب إلى جواره مبنىً للشرطة من نوع تيجارت، ودمجت المبنى في مجمع من المباني الحكومية والمكتبية، والشرطة، والبريد.

### بعد قيام إسرائيل
في حرب 1948، تَحَصَّنَ الجيش المصري في دار السرايا، لكن الجنود المصريين استسلموا بعد أن هدَّدهم الجيش الإسرائيلي بقصف مباشر من مدفع جُلبَ إلى المدينة. يرمُز العلم الإسرائيلي الذي رُفِعَ على المدخل الرئيسي للمبنى إلى احتلال إسرائيل للمدينة. بقي المبنى في أيدي الجيش الإسرائيلي، ولكن بعد احتجاجات مُتتالية من الشرطة الإسرائيلية وُضِعَ جزء من مُجَمَّع المباني في دار السرايا تحت تصرُّف الشرطة. يحتوي المبنى اليوم على مركز شرطة بئر السبع، إلى جانب مقر القيادة الجنوبية لجيش الاحتلال الإسرائيلي.

## معرض

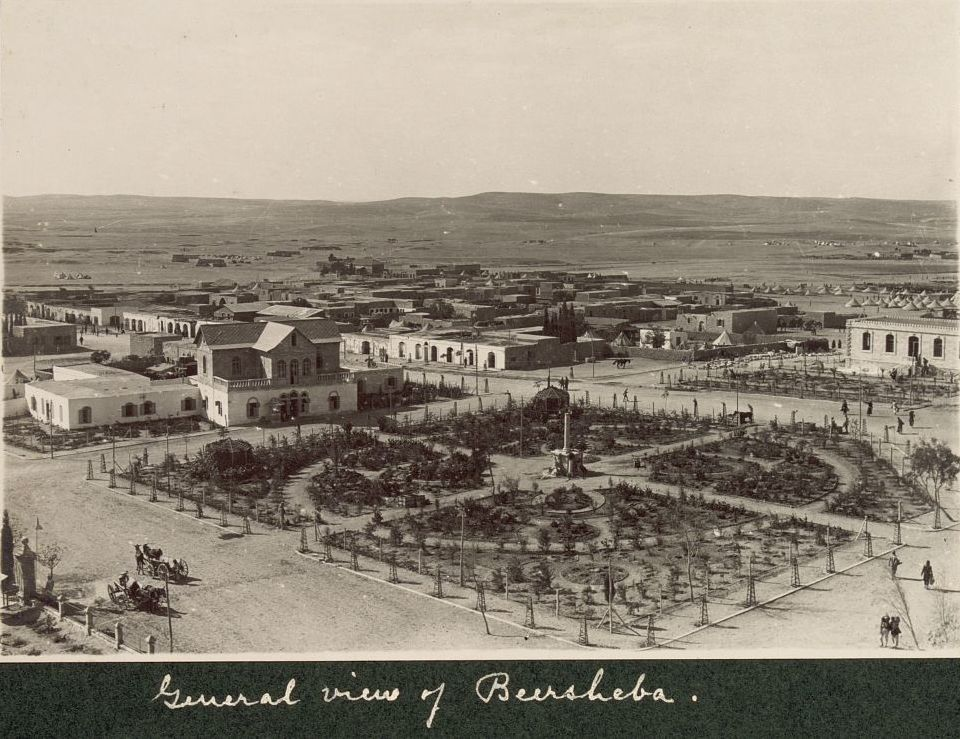
بئر السبع عام 1916. تظهر في الصورة الحديقة العامة التي أقامها الأتراك عام 1902، ودار السرايا.
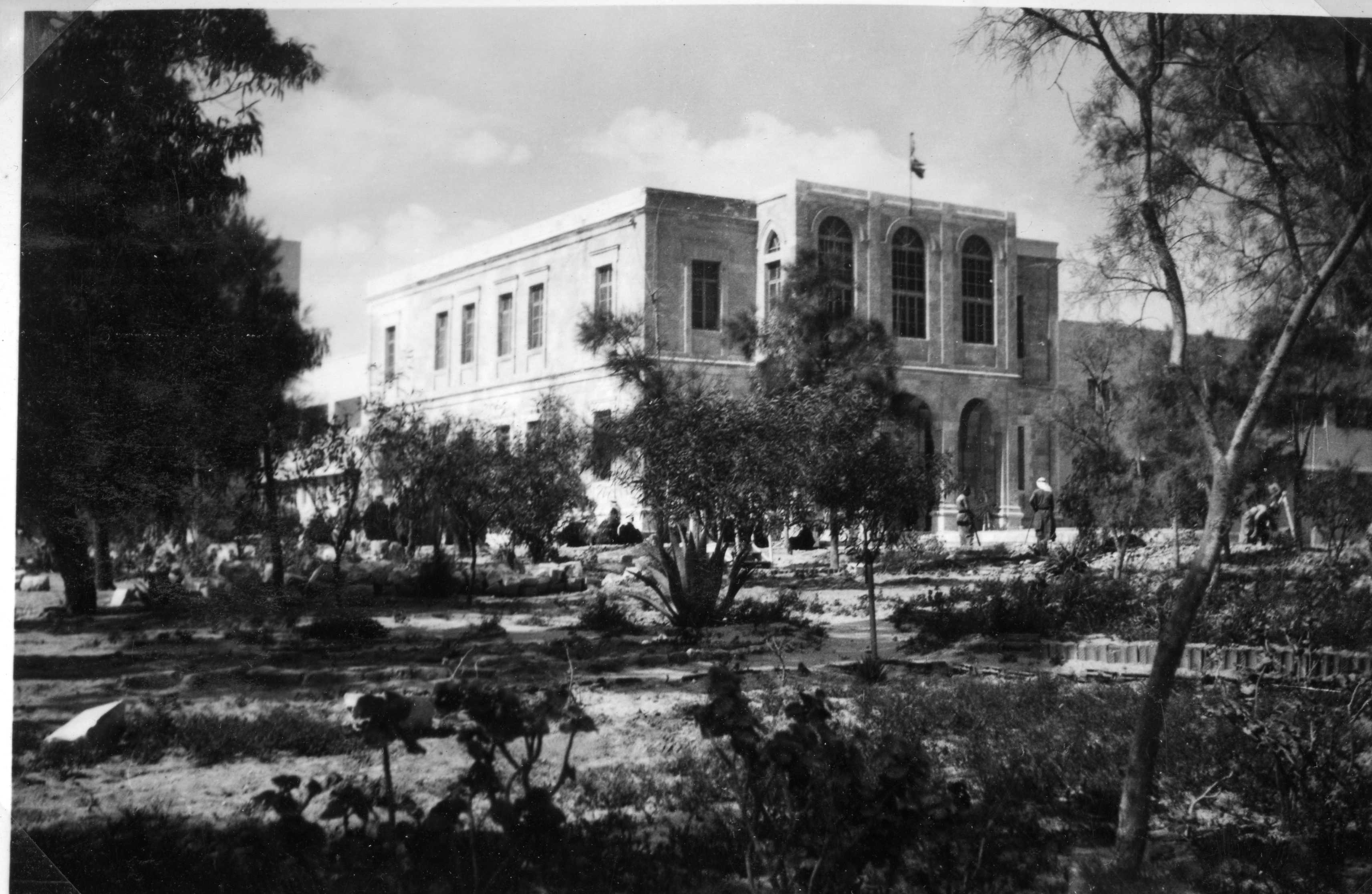
مبنى السرايا في عهد الانتداب البريطاني عام 1940.
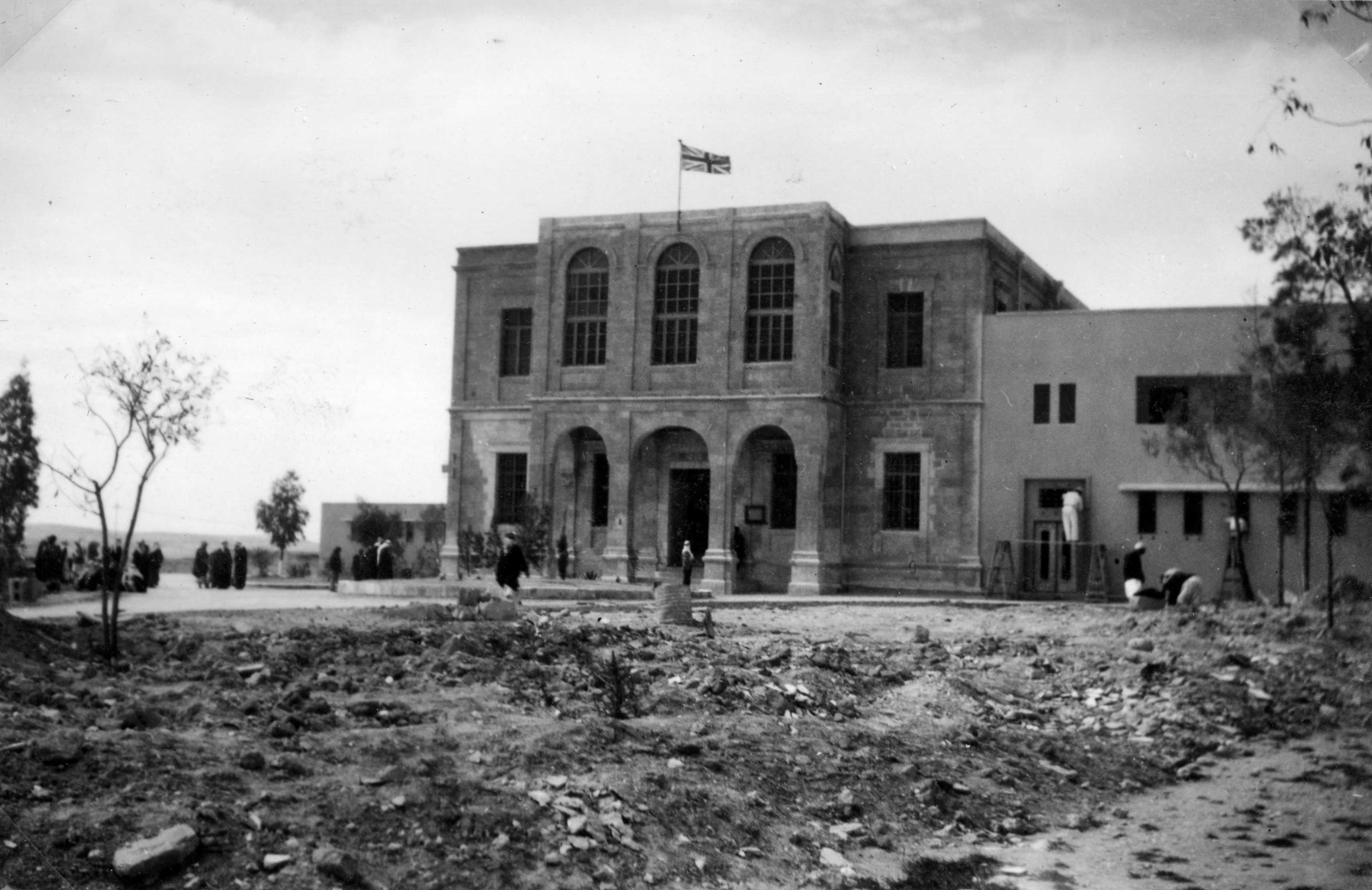
مبنى السرايا في عهد الانتداب البريطاني، ويظهر إلى اليمين المبنى المُجاور الذي أضافه الإنجليز.
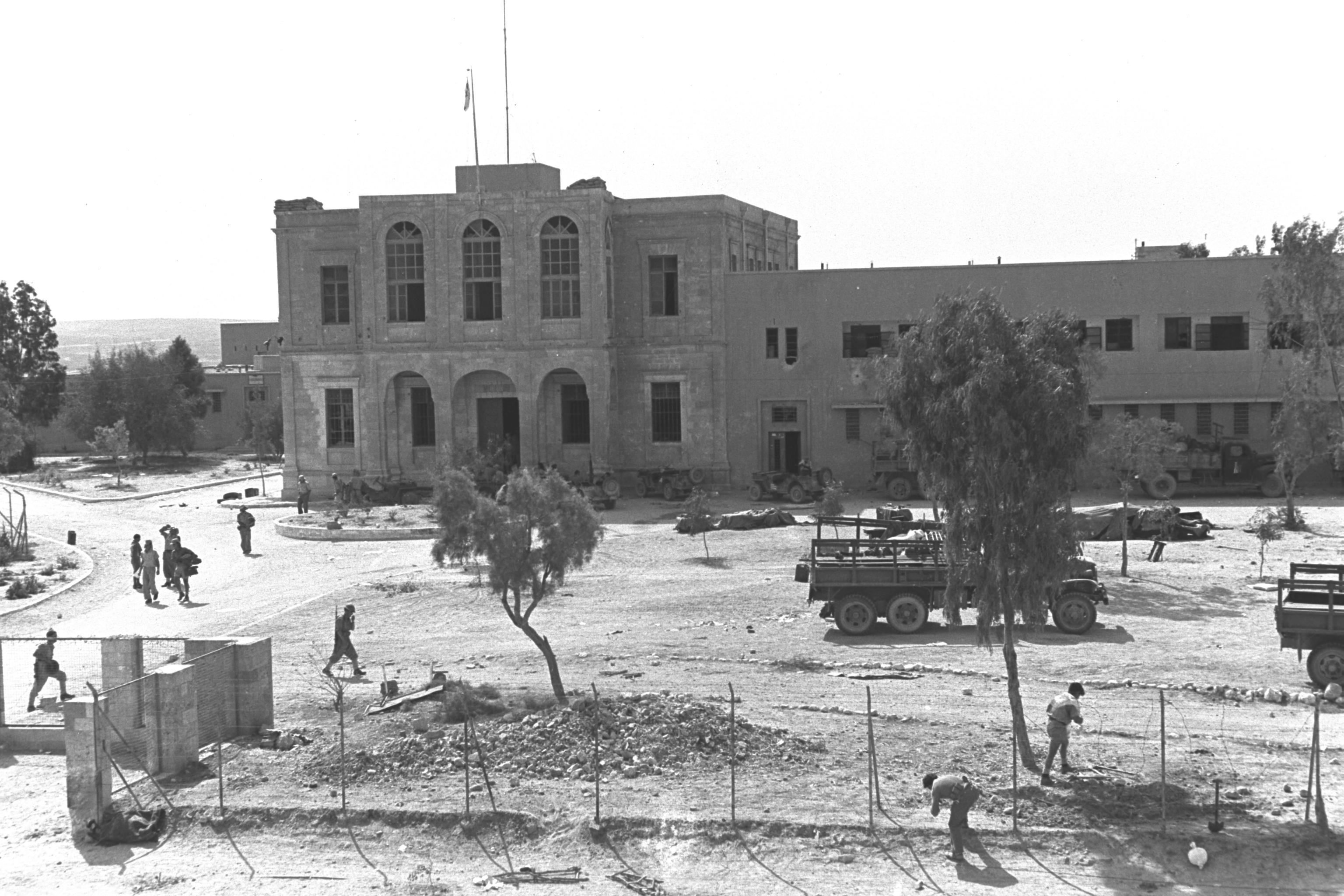
دار السرايا ضمن مجمع الأبنية الحكومية التي أُنشئت إلى جوارها بعد احتلالها في 22 تشرين الأول 1948.